# Henri Coudreau
Henri Anatole Coudreau, född 6 maj 1859 i Sonnac, departementet Charente-Inférieure, död 10 november 1899 i Pará, Brasilien, var en fransk geograf och forskningsresande.
Coudreau blev 1880 lärare vid lyceet i Cayenne och 1887 professor vid Sorbonne. Han undersökte 1880–91 inlandet av Franska Guyana och särskilt Tumuk-Humakbergen. Hans kartläggningar omfattar omkring 5 000 km, därav 1 000 kilometer i fullkomligt okända områden. Han företog även grundliga studier av indianstammarna. År 1895 tog han anställning som geograf och topograf hos den brasilianska delstaten Pará samt undersökte jämte sin hustru 1895–1899 flera av Amazonflodens tillflöden med avseende på deras användbarhet som kommunikationsmedel. Efter hans död fortsatte hans änka forskningen.